# Gibanje biljaka
Samo neke niže biljke ili dijelovi viših biljaka mogu slobodno mijenjati položaj u prostoru. Čvrsto zakorijenjene biljke odgovaraju na različite signale iz okoliša promjenama načina rasta i razvitka, u što su uključena i određena gibanja, bilo staničnih organela ili čitavih organa. Tako npr. korijenje uvijek raste u smjeru središta zemlje, a listovi sobnih biljaka uvijek se okreću prema prozoru kroz koji dopire svjetlost. Gibanja viših biljaka mogu biti polagana gibanja organa rastenjem i podražajna gibanja organela ili organa, koja biljci omogućuju dopiranje do povoljnih područja okoliša odnosno izbjegavanje nepovoljnih područja. 
Podražajna gibanja su većinom reakcije na različite fizikalne ili kemijske podražaje iz okoliša (inducirane ili aitionomne reakcije), a manjim dijelom reakcije na unutarnje podražaje (autonomne ili endogene r.). Takva gibanja mogu biti usmjerena prema izvoru podražaja (pozitivna gibanja) ili u smjeru suprotnom od smjera podražaja (negativna gibanja). Odgovarajući podražaj, npr. svjetlost određene valne duljine i intenziteta, uzrokuje promijenjeno fiziološko stanje podražene stanice, odnosno pobuđenost. Da bi neki podražaj mogao izazvati reakciju, on mora prijeći određenu vrijednost koja se naziva pragom podražaja.

## Slobodna lokomotorna gibanja
Ovaj tip gibanja svojstven je u prvom redu nižem bilju. Tako npr. muške spolne st. papratnjača aktivno plivaju pomoću bičeva, a neke se modrozelene alge kližu zbog jednostranog izlučivanja sluzi. U višim biljkama takva su gibanja taksije i gibanja nekih organela unutar stanice.
Taksije su gibanja u kojima vanjski čimbenik određuje smjer gibanja. Ovisno o smjeru gibanja, taksije mogu biti pozitivne ili negativne. Najznačajnije vrste takvih gibanja su kemotaksije. Imamo još i fototaksije, hidrotaksije, tigmotaksije, geotaksije i termotaksije.
Gibanje u stanicama - Citoplazma, jezgra, plastidi i mitohondriji često se gibaju unutar stanice. Pri tome je strujanje citoplazme dijelom autonomno, a dijelom izazvano vanjskim čimbenicima. Zbog strujanja plazme giba se jezgra, mitohondriji i plastidi. No jezgre se mogu gibati i samostalno.

## Gibanja živih biljnih organa
U ovaj tip gibanja ubrajaju se gibanja u obliku savijanja potaknuta jednostranim podražajem (tropozimi), gibanja čiji je smjer određen samom građom organa (nastijska gibanja), autonomna gibanja uzrokovana unutarnjim čimbenicima te turgorom uvjetovana gibanja izbacivanjem i eksplozijom.
Tropizmi su pozitivno ili negativno usmjerena gibanja čvrsto priraslih organizama ili organa potaknuta jednostranim podražajem. Ovisno o vrsti podražaja razlikuju se: Fototropizmi su gibanja potaknuta jednostranom osvjetljenošću. Geotropizmi su gibanja potaknuta djelovanjem smjera sile teže. Tigmotropizmi su gibanja inducirana mehaničkim podražajima. Kemotropizme uzrokuje nejednolika raspodjela određenih tvari u blizini organa.
Nastijska gibanja su gibanja kojima je smjer određen građom organa, a podražaj služi samo kao signal. Većinom su uzrokovana reverzibilnim promjenama turgora, a samo rijetko nejednolikim rastenjem suprotnih strana organa. Termonastije su gibanja potaknuta promjenama temperature. Fotonastije su gibanja potaknuta promjenama inteziteta svjetlosti. Listovi nekih vrsta (npr. kiselica i stidljiva mimoza) nalaze se u različitim položajima na svjetlosti i u tami. U termonastijski i fotonastijski osjetljivih biljaka izmjena dana i noći uzrokuje periodična gibanja otvaranja i zatvaranja cvjetova ili listova koja se nazivaju niktinastijama. Kemonastije su uzrokovane kemijskim podražajem. Seizmonastije su potaknute mehaničkim podražajima. Takav podražaj može biti čak i kap kiše ili pomicanje uzrokovano vjetrom. Taj tip gibanja omogućuju promjene turgora određenih stanica. Tigmonastije su gibanja koja su neobično značajna za biljke koje se penju pomoću vitica (grašak). Savijanje vitica rezultat je promjene turgora u vitici. U gibanju puči sudjeluju fotonastijska, hidronastijska i termonastijska gibanja.
Autonomna gibanja su tip gibanja koja potiču čimbenici koji se nalaze unutar biljke (endogeni čimbenici), npr. procesi rastenja, ili promjene turgora. Dobro su uočljiva u mladih vitica koje se zbog nejednolikog rastenja obavijaju oko podloge (cirkumnutacija). 